# 国際競技連盟一覧
国際競技連盟一覧（こくさいきょうぎれんめいいちらん）は、各スポーツ競技を世界規模で統轄する国際競技連盟（国際競技団体） (International Federations,IF)の一覧である。

## あ行
- 合気道:国際合気道連盟 (IAF)
- アイスホッケー:国際アイスホッケー連盟 (IIHF)
- アエロバテックス（曲技飛行）:国際航空連盟 (FAI)
- アーチェリー:世界アーチェリー連盟 (WA)
- アーティスティックスイミング（旧・シンクロナイズドスイミング）:世界水泳連盟 (WA)
- アマチュア無線方向探知:国際アマチュア無線連合 (IARU)
- アームレスリング:世界アームレスリング連盟 (WAF)
- アメリカンフットボール:国際アメリカンフットボール連盟 (IFAF)
- あやとり:国際あやとり協会 (ISFA)
- アルティメット:世界フライングディスク連盟 (WFDF)
- アルペンスキー:国際スキー連盟 (FIS)
- 居合道:国際居合斬道連盟
- 囲碁:国際囲碁連盟 (IGF)
- 一輪車:国際一輪車連盟 (IUF)
- 犬ぞり:国際スレッドドッグ連盟 (IFSS)
- インディアカ:国際インディアカ協会 (IIA)
- ウィンドサーフィン:国際ウインドサーフィン協会 (IWA)
- ウィンドサーフィン（プロ）:プロフェッショナルウインドサーファー協会 (PWA)
- ウィンドサーフィン（ファンボード）:国際ファンボードクラス協会 (IFCA)
- ウィンドサーフィン（ミストラル）:国際ミストラルクラス機構 (IMCO)
- ウェイクボード:国際水上スキー&ウェイクボード連盟 (IWWF)
- ウェイクボード:世界ウェイクボード協会 (WWA)
- ウエイトリフティング:国際ウエイトリフティング連盟 (IWF)
- エアロビクス:国際体操連盟 (FIG)
- エクストリーム・アイロン掛け:国際エクスリームアイロニング連盟 (WEIF)
- エレクトロニック・スポーツ:国際eスポーツ連盟 (IeSF)
- エレファントポロ:世界エレファントポロ協会 (WEPA)
- 大食い:国際大食い競技連盟 (IFOCE)
- オージーフットボール:国際オーストラリアンフットボール協会 (IAFG)
- オートバイ競技:国際モーターサイクリズム連盟 (FIM)
- オープンウォータースイミング:世界水泳連盟 (WA)
- オセロ:世界オセロ連盟 (WOF)
- オブスタクルスポーツ:国際障害スポーツ連盟（FISO
- オリエンテーリング:国際オリエンテーリング連盟 (IOF)

## か行
- カイトサーフィン:国際セーリング連盟 (ISAF)
- 海洋少年団:国際海洋少年団協会 (ISCA)
- カヌー:国際カヌー連盟 (ICF)
- カバディ:世界カバディ連盟 (WKF)
- カポエイラ:国際カポエィラ連盟 (FICA/ICAF)
- 空手道:世界空手道連盟 (WKF)
- カロム:国際キャロム連盟 (ICF)
- カーリング:ワールド・カーリング (WC)
- ガールスカウト:ガールガイド・ガールスカウト世界連盟 (WAGGGS)
- カンヌ・ド・コンバット:国際サバット連盟 (FISav)
- キックボクシング:全世界キックボクシング連盟 (UKF)
- キャスティング:国際キャスティングスポーツ連盟 (ICSF)
- 弓道:国際弓道連盟 (IKYF)
- 競泳:世界水泳連盟 (WA)
- 近代五種競技:国際近代五種連合 (UIPM)
- キンボール:国際キンボール連盟 (IKF)
- グライディング:国際航空連盟 (FAI)
- グラススキー:国際スキー連盟 (FIS)
- クラヴ・マガ（イスラエル本部）:国際クラヴマガ連盟 (IKMF)
- クラヴ・マガ（アメリカ本部）:クラヴマガ・ワールドワイド (KMAA)
- クラッシュ:国際クラッシュ協会 (IKA)
- クリケット:国際クリケット評議会 (ICC)
- クロスカントリースキー:国際スキー連盟 (FIS)
- クロスボウ:国際クロスボウ射撃連盟 (IAU)
- クロスボウ:世界クロスボウ射撃協会 (WCSA)
- クロッケー:世界クロッケー連盟 (WCF)
- 競馬:国際競馬統括機関連盟 (IFHA)
- ゲートボール:世界ゲートボール連合 (WGU)
- 剣道:国際剣道連盟 (FIK)
- 拳法:世界拳法会連盟 (IKKO)
- 航空レース:国際航空連盟 (FAI)
- コーフボール:国際コーフボール連盟 (IKF)
- ゴルフ:国際ゴルフ連盟 (IGF)
- コントラクトブリッジ:世界ブリッジ連盟 (WBF)

## さ行
- サッカー:国際サッカー連盟 (FIFA)
- サーフィン:国際サーフィン連盟 (ISA)
- サバット:国際サバット連盟 (FISav)
- サンボ:世界サンボ連盟 (FIAS)
- ジェットスポーツ:国際ジェットスポーツ協会 (IJSBA)
- 自転車競技:国際自転車競技連合 (UCI)
- 自動車競技:国際自動車連盟 (FIA)
- 自動車競技（クラシックカーラリー）:国際クラシックカー連盟 (FIVA)
- ジャグリング:国際ジャグリング協会 (IJA)
- 射撃:国際射撃連盟 (ISSF)
- 社交ダンス:世界ダンス議会 (WDC)
- シャンチー:世界シャンチー連合会 (WXF)
- 柔術:国際柔術連盟 (JJIF)
- 柔道:国際柔道連盟 (IJF)
- 狩猟:国際狩猟ソリューションズ (IHS)
- 杖道:国際杖道連盟
- ショートトラックスピードスケート:国際スケート連盟 (ISU)
- 少林寺拳法:少林寺拳法世界連合 (WSKO)
- 新体操:国際体操連盟 (FIG)
- 水泳:世界水泳連盟 (WA)
- 水球:世界水泳連盟 (WA)
- 水上スキー:国際水上スキー&ウェイクボード連盟 (IWWF)
- 水中スポーツ:世界水中連盟 (CMAS)
- スカート:国際スカートプレイヤー協会 (ISPA)
- スカイスポーツ:国際航空連盟 (FAI)
- スカイランニング:国際スカイランニング連盟（ISF）
- スカッシュ:世界スカッシュ連盟 (WSF)
- スキー:国際スキー連盟 (FIS)
- スキージャンプ:国際スキー連盟 (FIS)
- スキーボブ:国際スキーボブ連盟 (FISB)
- スケート:国際スケート連盟 (ISU)
- スケートボード:国際スケートボード連盟 (ISF)
- スケルトン:国際ボブスレー・スケルトン連盟 (IBSF)
- スヌーカー:世界スヌーカー連盟 (ISBF)
- スノーシューイング:国際アマチュア・スノーシュー競技連盟
- スノーボード:世界スノーボード連盟 (WSF)
- スピードスケート:国際スケート連盟 (ISU)
- スポーツアクロ体操:国際体操連盟 (FIG)
- スポーツクライミング:国際スポーツクライミング連盟 (IFSC)
- スポーツ手裏剣:国際スポーツ手裏剣協会
- スポーツスタッキング:世界スポーツスタッキング協会 (WSSA)
- スポーツチャンバラ:国際スポーツチャンバラ協会 (ISCA)
- スポーツフィッシング:国際スポーツフィッシング連合 (CIPS)
- スポールブール:国際スポールブール連盟 (FIB)
- スポーツ吹矢:国際吹矢道協会 (IFA)
- 相撲:国際相撲連盟 (IFS)
- ズールハーネ・スポーツ（ヴァルゼシェ・ズールハーネイー）:国際ズールハーネ・スポーツ協会 (IZSF)
- スリングショット:世界スリングショット協会（WSA）
- セパタクロー:国際セパタクロー連盟 (ISTAF)
- セーリング（ヨット）:国際セーリング連盟 (ISAF)
- 総合格闘技:国際総合格闘技連盟 (IMMAF)
- ソフトテニス:国際ソフトテニス連盟 (ISTF)
- ソフトボール:世界野球ソフトボール連盟 (WBSC)
- 孫臏拳:孫ぴん拳国際連盟

## た行
- ダーツ:ワールド・ダーツ・フェデレイション (WDF)
- 体操:国際体操連盟 (FIG)
- 体操競技:国際体操連盟 (FIG)
- 躰道:世界躰道連盟 (WTF)
- 鷹狩：世界鷹狩協会 (IAF)
- 卓球:国際卓球連盟 (ITTF)
- ダブルダッチ:国際ダブルダッチ連盟 (IDDF)
- タムビーチ:国際タンブレロ連盟 (FIBT)
- ダンススポーツ:国際ダンススポーツ連盟 (IDSF)
- タンブリング:国際体操連盟 (FIG)
- タンブレウ:国際タンブレロ連盟 (FIBT)
- タンブレリ:国際タンブレロ連盟 (FIBT)
- タンブレロ:国際タンブレロ連盟 (FIBT)
- チアリーディング:国際チアリーディング連盟 (ICF)
- チェス:国際チェス連盟 (FIDE)
- チェスボクシング:世界チェスボクシング機構 (WCBO)
- チェッカー:世界ドラフツ連盟 (FMJD)
- 武術太極拳:国際武術連盟 (IWUF)
- チュックボール:国際チュックボール連盟 (FITB)
- 綱引き:国際綱引連盟 (TWIF)
- 釣り:国際ゲームフィッシュ協会 (IGFA)
- ティーボール:国際ティーボール連盟
- テコンドー:ワールドテコンドー (WT)
- テニス:国際テニス連盟 (ITF)
- 登山:国際山岳連盟 (UIAA)
- ドッジボール:国際ドッジボール連盟 (IDBF)
- 飛込競技:世界水泳連盟 (WA)
- トライアスロン:ワールドトライアスロン (WT)
- ドラゴンボート:国際ドラゴンボート連盟 (IDBF)
- トランポリン:国際体操連盟 (FIG)
- トレイルランニング :国際トレイルランニング 協会 (ITRA)

## な行
- なぎなた:国際なぎなた連盟 (INF)
- なわとび:国際ロープスキッピング連盟 (FISAC-IRSF)
- なわとび（INFスタイル）:国際なわとび競技連盟 (INF)
- 日本拳法:世界日本拳法連合 (WFNK)
- 熱気球競技:国際航空連盟 (FAI)
- ネットボール:国際ネットボール協会連盟 (IFNA)
- ノルディックウォーキング:国際ノルディックウォーキング協会 (INWA)
- ノルディック複合:国際スキー連盟 (FIS)

## は行
- バイアスロン:国際バイアスロン連合 (IBU)
- ハイアライ:国際ペロタ・バスカ連盟 (FIPV)
- バイクトライアル:国際バイクトライアル連盟 (BIU)
- ハイダイビング:世界水泳連盟 (WA)
- 馬術:国際馬術連盟 (FEI)
- バスケットボール:国際バスケットボール連盟 (FIBA)
- バックギャモン:世界バックギャモン連合 (WBF)
- 抜刀道:国際抜刀道連盟 (IBF)
- バドミントン:世界バドミントン連盟 (BWF)
- バトントワリング:世界バトントワリング連合 (WBTF)
- パラアイスホッケー:国際アイスホッケー連盟 (IIHF)
- バレーボール:国際バレーボール連盟 (FIVB)
- バレエ:国際バレエ協会 (IBA)
- パワーボート:国際モーターボート連盟 (UIM)
- パワーリフティング:世界パワーリフティング連盟 (IPF)
- パンクラチオン:国際パンクラチオン連盟 (IFPA)
- バンディ:国際バンディ連盟 (FIB)
- ハンググライダー:国際航空連盟 (FAI)
- ハンドボール:国際ハンドボール連盟 (IHF)
- ビーチアルティメット:世界フライングディスク連盟 (WFDF)
- ビーチサッカー:国際サッカー連盟 (FIFA)
- ビーチ水球：世界水泳連盟 (WA)
- ビーチバスケットボール:世界ビーチバスケットボール協会 (WBB)
- ビーチバレー:国際バレーボール連盟 (FIVB)
- ビーチフットボール:国際ビーチフットボール協会 (IBFA)
- ビリヤード:世界ビリヤード・スポーツ連合 (WCBS)
- ビリヤード（キャロムゲーム）:世界ビリヤード連合 (UMB)
- ビリヤード（ポケットゲーム）:世界プール協会 (WPA)
- ファウストボール:国際ファウストボール協会 (IFA)
- フィギュアスケート:国際スケート連盟 (ISU)
- フィットネス:国際フィットネス協会 (IFA)
- フィンスイミング:世界水中連盟 (CMAS)
- ブーメラン:世界ブーメラン協会連盟 (IFBA)
- フェンシング:国際フェンシング連盟 (FIE)
- 武術:国際武術連盟 (IWUF)
- フットバッグ:世界フットバッグ協会 (WFA)
- フットバッグ（競技者）:国際フットバッグ競技者協会 (IFPA)
- 武道:国際武道院・国際武道連盟 (IMAF)
- フライングディスク:世界フライングディスク連盟 (WFDF)
- ブラジリアン柔術:国際ブラジリアン柔術連盟 (IBJJF)
- フリークライミング:国際山岳連盟 (UIAA)
- フリースタイルスキー（モーグル）:国際スキー連盟 (FIS)
- フリーライド:国際フリーライド連盟 (IFWA)
- ブールスポーツ:世界ブールスポーツ連合 (CMSB)
- フロアボール:国際フロアボール連盟 (IFF)
- プロヴァンサル:国際ペタンク・プロヴァンサル連盟 (FIPJP)
- プンチャック・シラット:国際プンチャック・シラット連盟 (PERSILAT)
- ペタンク:国際ペタンク・プロヴァンサル連盟 (FIPJP)
- ベルトレスリング:国際ベルトレスリング協会 (IBWA)
- ペロータ・バスカ:国際ペロータ・バスカ連盟 (FIPV)
- ボウハンティング:国際ボウハンティング機構 (IBO)
- ボウリング:国際ボウリング連盟 (FIQ)
- ボクシング（アマチュア）:国際ボクシング協会 (IBA)
- ホッケー:国際ホッケー連盟 (FIH)
- ボッチェ:国際ボッチェ連盟 (CBI)
- ボッチャ:国際ボッチャ委員会 (IBC)
- ボディビル:国際ボディビルダーズ連盟 (IFBB)
- ボディーボード:国際ボディーボード協会 (IBA)
- ボーイスカウト:世界スカウト機構 (WOSM)
- ホバークラフト:世界ホバークラフト連盟 (WHF)
- ボブスレー:国際ボブスレー・スケルトン連盟 (IBSF)
- ポロ:国際ポロ連盟 (FIP)

なお、旧ボート競技（現ローイング競技）の「国際ボート連盟」は「競漕規則・細則」において呼び名が「国際ローイング連盟」に変更された（2024年4月発効）。

## ま行
- マウンテンバイク:国際マウンテンバイク協会 (IMBA)
- ミニゴルフ:世界ミニゴルフ連盟 (WMF)
- ムエタイ:国際アマチュアムエタイ連盟 (IFMA)、世界アマチュアムエタイ連盟 (WMF)
- モーターボート競走:国際モーターボート連盟 (UIM)

## や行
- 野球:世界野球ソフトボール連盟 (WBSC)
- ヨーガ:国際ヨーガ連盟 (IYF)
- ヨーヨー:国際ヨーヨー連盟 (IYYF)

## ら行
- ライフセービング:国際ライフセービング連盟 (ILS)
- ラグビーユニオン:ワールドラグビー (WR)
- ラグビーリーグ:国際ラグビーリーグ連盟 (RLIF)
- ラクロス（女子）:国際女子ラクロス連盟 (ILF)
- ラクロス（男子）:国際ラクロス連盟 (ILF)
- ラケットボール:国際ラケットボール連盟 (IRF)
- ラッファ:国際ラッファ連合 (CBI)
- ラフティング:世界ラフティング協会 (IRF)
- 陸上競技:ワールドアスレティックス (WA)
- リュージュ:国際リュージュ連盟 (FIL)
- レガッタ:国際セーリング連盟 (ISAF)
- レスリング:世界レスリング連合 (UWW)
- 連珠:国際連珠連盟 (RIF)
- ローイング競技:国際ローイング連盟 (FISA)
- ローラースケート:ワールドスケート
- ローラーホッケー:ワールドスケート
- ローンボウルズ:ワールドボウルズ (WBL)
- ローンボウルズ（プロ）:プロフェッショナル・ボウルズ協会 (PBA)

## 英数
- BMX:国際自転車競技連合 (UCI)
- BMX（フリースタイル）:世界BMXフリースタイル連盟 (IBXFF)